# ويلهلم تساندر
ويلهلم تساندر (بالألمانية: Wilhelm Zander)‏ هو عسكري ألماني، ولد في 22 أبريل 1911 في ساربروكن في ألمانيا، وتوفي في 27 سبتمبر 1974 في ميونخ في ألمانيا.